# Duguetia macrophylla
Duguetia macrophylla é uma espécie de magnólia. Foi descrito pela primeira vez por Robert Elias Fries .  Duguetia macrophylla pertence ao gênero Duguetia, e à família Annonaceae.